# أحمد النحوي
أحمد النحوي (مواليد 11 مايو 1991) هو لاعب كرة قدم قطري يلعب كمدافع .

## مسيرة اللاعب
لعب سابقاً مع أندية العربي والجيش و أم صلال وعاد إلى العربي في عام 2015 و أعاره العربي إلى نادي الخور مطلع عام 2018 و انتقل إلى نادي الشحانية في عام 2019 و انتقل إلى نادي مسيمير في عام 2020 .

## روابط خارجية
- أحمد النحوي على موقع Soccerway.com (الإنجليزية)